# サフディ兄弟
ジョシュ・サフディ（Josh Safdie、1984年4月3日 - ）とベニー・サフディ（Benny Safdie、1986年2月24日 - ）は、アメリカ合衆国の映画監督、脚本家、映画プロデューサーである。サフディ兄弟（サフディきょうだい、Safdie brothers）として共同で映画製作に携わっている。

## 経歴

### 生い立ち
兄のジョシュは1984年4月3日に、弟のベニーは1986年2月24日に、ニューヨーク州でシリア系ユダヤ人の家系に生まれた。少年時代は両親の離婚により、父が住むクイーンズと母が住むマンハッタンを往来する生活を送っていた。

### 映画製作者として
ジョシュは2007年に、ベニーは2008年にボストン大学を卒業。ジョシュは卒業した年に高級ブランドであるケイト・スペード・ニューヨークのハンドバッグについて取り上げた短編映画の製作を依頼されるが、そのプロジェクトから着想を得て初となる長編映画『The Pleasure of Being Robbed』（2008年）を監督し、第61回カンヌ国際映画祭監督週間部門に出品される。その翌年には兄弟で初めて監督した『Daddy Longlegs』も第62回カンヌ国際映画祭監督週間部門に出品され、本国でもインディペンデント・スピリット賞でジョン・カサヴェテス賞を受賞する。
2014年には『神様なんかくそくらえ』で第27回東京国際映画祭のグランプリと監督賞をダブル受賞し、2017年のロバート・パティンソンが主演を務めた『グッド・タイム』は第70回カンヌ国際映画祭でパルム・ドールにノミネートされた。

## 作品

### 監督作品
- The Pleasure of Being Robbed（2008年）※ジョシュが単独で監督。
- Daddy Longlegs（2009年）
- Lenny Cooke（2013年）※ドキュメンタリー映画
- 神様なんかくそくらえ Heaven Knows What（2014年）
- グッド・タイム Good Time（2017年）
- アンカット・ダイヤモンド Uncut Gems（2019年）